# Georg Theodor Chiewitz

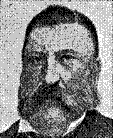
Georg Theodor Chiewitz

Georg Theodor Policron Chiewitz (* 5. Oktober 1815 in Stockholm, Schweden; † 28. Dezember 1862 in Åbo/Turku, Finnland) war ein schwedisch-finnischer Architekt und Bauingenieur der Neugotik.

## Leben
Er war der Sohn des Kupferstecher Johan Georg Chiewitz und der Karin Acrel sowie der Enkel des Hofmusikers Paul Johansson Chiewitz. Chiewitz studierte zunächst an der Königlichen Akademie der freien Künste in Stockholm und danach im Ausland. Er zog 1850 nach Åbo im Großfürstentum Finnland, wo er Provinzarchitekt des Åbo och Björneborgs län (Turku-Pori) und Åland von 1852 bis zu seinem Tod 1862.

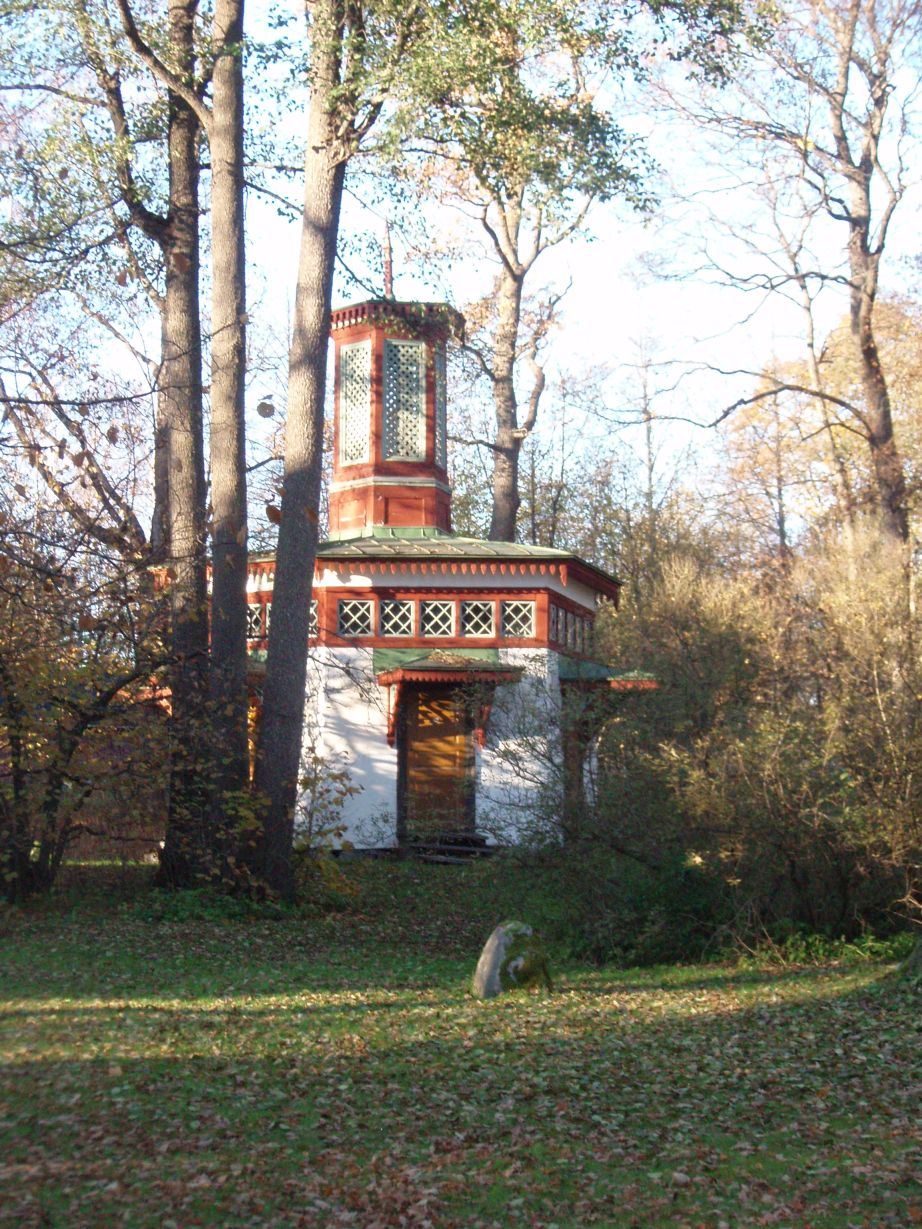
Zarenabort, 1863

Chiewitz war einer der bedeutendsten Architekten seiner Zeit und strebte danach, in der schwedischen Architektur einen edleren Geschmack einzuführen. In Stockholm entwarf er unter anderem das Folckersche Haus am Brunkebergplatz und die Brücke Djurgårdsbron. Seine größten Leistungen widmete er Finnland, wo er mehrere Kirchen, Privathäuser und Fabriksgebäude plante sowie auch Sanierungsplanungen in den Städten Pori, Loviisa, Mariehamn und Uusikaupunki (Nystad). Seine vielleicht bedeutendsten Werke waren das Finnische Ritterhaus (1862) in Helsinki sowie das Svenska Teatern in derselben Stadt (1860, niedergebrannt 1863, wiederaufgebaut 1866).
Zu den Kuriosa seines architektonischen Schaffens zählt der Abort, den er für den Besuch Zar Alexanders II. im Träskända-Park in Espoo plante.